# Araneus floriatus
Araneus floriatus är en spindelart som beskrevs av Henry Roughton Hogg 1914. Araneus floriatus ingår i släktet Araneus och familjen hjulspindlar. Inga underarter finns listade i Catalogue of Life.